# パロス岬沖海戦
パロス岬沖海戦（ぱろすみさきおきかいせん、Batalla del Cabo de Palos）は、1938年3月5日から6日の夜にカルタヘナ近くのパロス岬東方沖70マイルで戦われた、スペイン内戦中最大の海戦である。

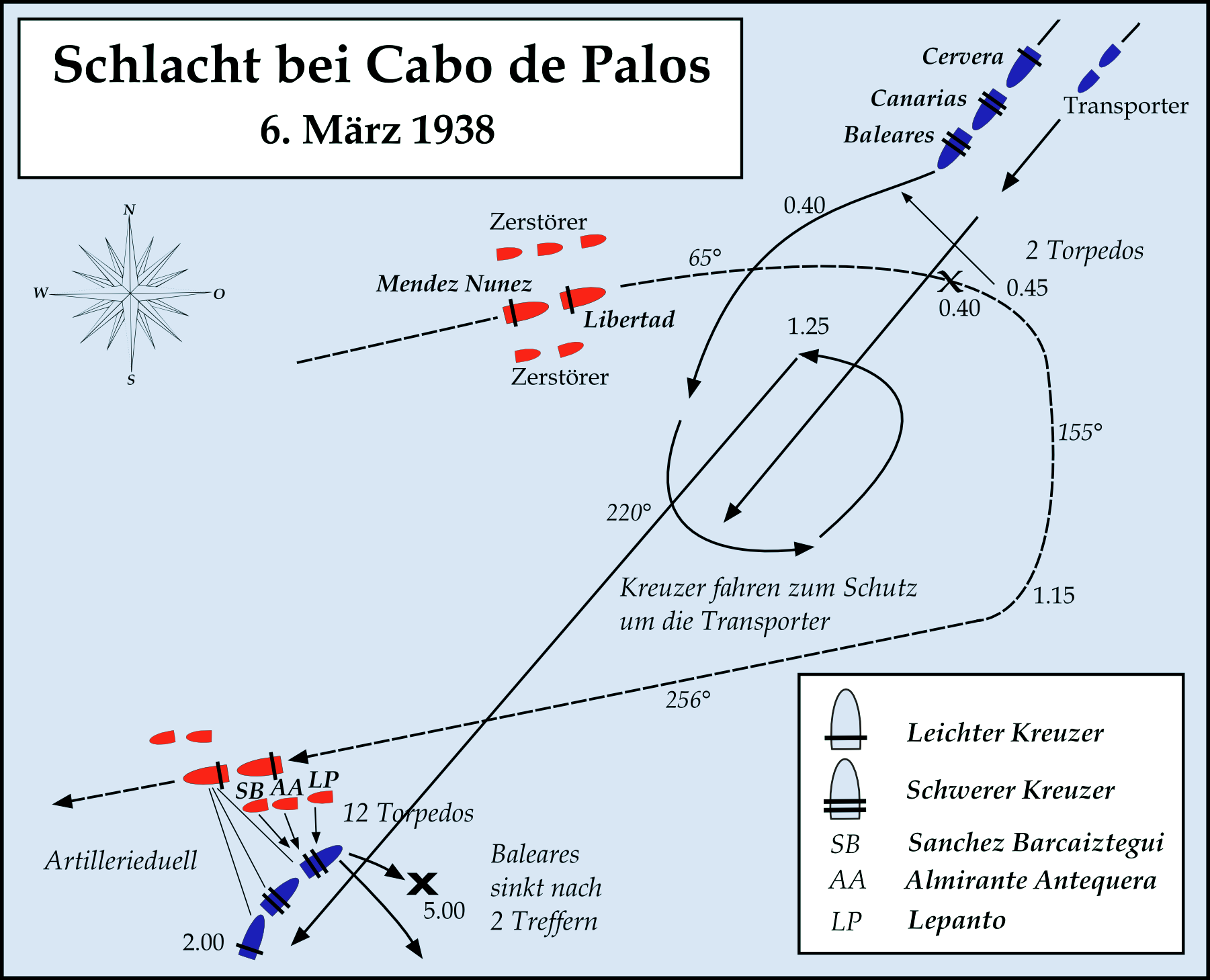
パロス岬沖海戦

スペイン内戦中スペイン海軍の戦力は人民戦線側と反乱軍側とでほぼ二分されていた。駆逐艦の数は人民戦線側が多かったものの、反乱軍側は重巡洋艦「カナリアス」と「バレアレス」の2隻の新鋭艦を手に入れていた。
1938年3月5日、イタリアからの船団を護衛するため反乱軍の重巡洋艦2隻は軽巡洋艦「アルミランテ・セルベラ」と3隻の駆逐艦を伴ってパルマ・デ・マヨルカから出撃した。この内、駆逐艦はその日の夜に基地に引き返した。同日、人民戦線側の軽巡洋艦「リベルター」、「メンデス・ヌネス」、駆逐艦5隻もカルタヘナを出撃していた。
5日夜、両艦隊が偶然遭遇し戦闘となった。政府軍側の駆逐艦は魚雷を発射したがはずれ、両艦隊はすれ違って一旦離れた。人民戦線側のルイス・ゴンサレス・デ・ウビエタ少将（es）は夜明けまで待とうとしたが、反乱軍側のマヌエル・ビエルナ中将（es）は艦隊を反転させ敵を追跡した。
6日2時15分頃両艦隊は再び出会った。両軍の巡洋艦は約5kmの距離で砲戦を開始したが夜戦の経験不足から有効弾を与えることは出来なかった。巡洋艦同士の戦闘中、政府軍側の駆逐艦が接近し、約3kmの距離で魚雷を発射した。「レパント」、「サンチェス・バルカイステゥギィ」、「アルミランテ・アンティキオラ」の3隻から12本の魚雷が発射され、そのうちの2本ないし3本が「バレアレス」に命中した。「バレアレス」は数分で沈没した。「バレアレス」の乗員765名の内372名が主にイギリス海軍の艦艇によって救助された。 ビエルナ中将は戦死した。
人民戦線側が勝利したこの海戦も陸上での戦闘にはほとんど影響は与えず、7月のエブロ川の戦いは人民戦線側にとって悲惨な結果に終わった。